# Hanabi (jeu)
Pour les articles homonymes, voir Hanabi.
Hanabi (du japonais 花火, feu d'artifice) est un jeu de société coopératif créé par Antoine Bauza en 2010. Dans ce jeu, des artificiers incarnés par les joueurs doivent s'organiser pour pouvoir donner une représentation. La première édition était éditée uniquement par les XII Singes et incluait aussi le jeu Ikebana, tandis que les versions plus récentes ne contiennent pas ces autres règles de jeu et sont co-éditées en collaboration avec Cocktail Games.

## Règles du jeu de base

### Matériel
Une boîte de jeu se compose des éléments suivants :
- 50 cartes Hanabi réparties en 5 couleurs : blanc, rouge, bleu, jaune, vert ; et numérotées 1, 1, 1, 2, 2, 3, 3, 4, 4 et 5.
- 4 cartes « Règles »
- 8 jetons bleus (jetons indices)
- 3 jetons rouges (jetons erreurs)

### Résumé
Hanabi est un jeu coopératif dont l'objectif est de réaliser le plus beau feu d'artifice possible en plaçant, pour chacune des 5 couleurs, les cartes dans l'ordre de 1 à 5. L'originalité de ce jeu réside dans le fait que plutôt que de voir uniquement ses cartes, chaque joueur voit au contraire toutes les cartes sauf les siennes.

### Déroulé
Au début de la partie, l'équipe de joueurs dispose de 8 jetons indice. À leur tour de jeu, les joueurs peuvent soit donner une indication à un autre joueur (cette action coûte 1 jeton indice), soit défausser une carte (et alors gagner 1 jeton indice), soit jouer une carte. La carte jouée doit compléter le feu d'artifice, c'est-à-dire être supérieure de 1 à la dernière carte jouée d'une couleur, ou être une carte 1 si aucune carte de la couleur n'a encore été posée. Si la carte jouée ne remplit pas ces conditions, l'équipe a fait une erreur et reçoit donc 1 jeton erreur.

### Indications
Les indications que les joueurs peuvent se donner sont codifiées. Elles permettent d'indiquer à un joueur quelles sont ses cartes d'une certaine valeur ou d'une certaine couleur donnée, ni plus ni moins. Voici des exemples d'indication possible :
- voici toutes les cartes vertes que tu possèdes : la troisième carte est verte ainsi que ta cinquième carte.
- voici toutes les cartes de valeur 4 : seule la deuxième carte est de valeur 4 et tu n'en possèdes pas d'autres.
- voici toutes les cartes de valeur 4 : la deuxième et la troisième cartes sont les seules cartes de valeur 4 que tu possèdes.

Toute la complexité du jeu se trouve dans les indications : il faut trouver un indice clair et immédiatement utilisable.

### Fin du jeu et décompte des points
Si l'équipe a fait 3 erreurs, la partie s'arrête immédiatement : l'équipe a perdu et n'a donc aucun point.
Si les joueurs ont commis 0, 1 ou 2 erreurs et qu'ils arrivent à la fin de la pioche, la partie s'arrête à la fin de ce tour de jeu. Le score correspond alors à la somme des cartes posées les plus grandes pour chaque couleur. Le score maximal est obtenu lorsque les joueurs ont réussi à poser la carte 5 pour chacune des 5 couleurs : ce score maximal est donc de 25 points.

### Variantes officielles
- Avalanche de couleurs : Ajout d'une sixième couleur : multicolore avec la même composition que les autres (1,1,1,2,2,3,3,4,4 et 5), soit 10 cartes. L'indice "multicolore" n'est pas valable mais chaque indice des cinq couleurs concerne aussi les cartes multicolores. (Cette variante est présente dans la boite de base)
- Poudre noire : Ajout d'une nouvelle couleur : noire. On doit poser cette couleur dans le sens inverse, c'est-à-dire en commençant par le 5 et en finissant par le 1. Cette couleur noire se compose des cartes suivantes : 5,5,5,4,4,3,3,2,2 et 1. Les cartes noires ne peuvent recevoir aucun indice couleur.
- 5 Flamboyants : Un joueur qui vient de poser un 5, au lieu de remettre un jeton indice côté disponible, tire au sort une carte parmi six pour déterminer laquelle de ces actions il doit réaliser immédiatement : - Donner un indice de couleur.  - Donner un indice chiffre.  - Récupérer une carte de la défausse pour la jouer immédiatement.  - Récupérer une carte de la défausse pour la remettre dans la pioche.  - Remettre un jeton indice côté disponible.  - Enlever une erreur et remettre un jeton indice côté disponible.
- Bouquet Final : Toutes les séries doivent aller jusqu'au 5, sinon, c'est la défaite. La partie continue même quand la pioche est vide. Les joueurs peuvent donc se retrouver avec très peu ou plus de cartes dans leur main.

Ces variantes peuvent se combiner entre elles, ou se jouer séparément.

## Récompenses
Hanabi a reçu :
- le Spiel des Jahres en 2013[2] ;
- 2013 Fairplay À la carte Award winner[3].

## Intelligence artificielle
Ce jeu, par sa complexité, sera utilisé comme défi pour l'intelligence artificielle,.

## Jeu en ligne
Plusieurs site permettent de jouer à Hanabi en ligne :
- Hanab.cards (créé en 2019, open source[6])
- Hanabi.live (créé en 2017, open source)
- Board Game Arena (créé en 2013)

Il faut préciser que, par rapport au jeu en présentiel, jouer via Internet est significativement différent. En effet, avec les cartes en carton, il faut mémoriser les indices alors qu'en jouant via ces sites web, les indices donnés restent visibles sur les cartes et la mémoire est donc bien moins sollicitée.

## Référence
1. ↑  « Hanabi | Board Game | BoardGameGeek », sur boardgamegeek.com (consulté le 24 janvier 2016)
2. ↑  Kategorie: Spiel des Jahres 2013
3. ↑  « Fairplay Online: À la carte prize 2013 » (in German)
4. ↑  (en) Karen Hao, « DeepMind wants to teach AI to play a card game that’s harder than Go », sur technologyreview.com, MIT Technology Review, 5 février 2019 (consulté le 22 novembre 2023).
5. ↑  « Hanabi, le jeu de société qui défie l'intelligence artificielle » (consulté le 15 mai 2021)
6. ↑  « Dépôt open-source de Hanab.cards »